# جوزيف ياسر
جوزيف ياسر (بالإنجليزية: Joseph Yasser)‏ هو موسيقي وملحن أمريكي، ولد في 16 أبريل 1893 في وودج في بولندا، وتوفي في 6 سبتمبر 1981 في نيويورك في الولايات المتحدة.